# Ocnogyna mauretanica
Ocnogyna mauretanica là một loài bướm đêm thuộc phân họ Arctiinae, họ Erebidae.